# 4553 Doncampbell
4553 Doncampbell este un asteroid din centura principală, descoperit pe 15 septembrie 1982 de Edward Bowell.